# Серастрета
Серастрета (итал. Serrastretta) је насеље у Италији у округу Катанцаро, региону Калабрија.
Према процени из 2011. у насељу је живело 835 становника. Насеље се налази на надморској висини од 836 м.

## Становништво
Према резултатима пописа становништва 2011. у општини је живело 3.249 становника.
| 1931. | 1936. | 1951. | 1961. | 1971. | 1981. | 1991. | 2001. | 2011. |
| ----- | ----- | ----- | ----- | ----- | ----- | ----- | ----- | ----- |
| 6.079 | 6.244 | 5.873 | 5.167 | 4.164 | 3.921 | 3.838 | 3.588 | 3.249 |